# 下獄上ものがたり
『下獄上ものがたり』（げごくじょうものがたり）は、ジジ&ピンチによる日本の漫画。『月刊ヒーローズ』（小学館クリエイティブ）にて、2017年5月号から2019年1月号まで連載。
主人公の大罪人カンダタが地獄の獄長であるヒロインの夜長に恋をし、彼女が抱く「死刑や拷問のない健全な地獄を作る」という夢を叶えるために大暴れする奈落アクションロマン。

## 書誌情報
- ジジ&ピンチ 『下獄上ものがたり』ヒーローズ〈ヒーローズコミックス〉、全4巻
  1. 2018年2月5日発売[3]、ISBN 978-4-86468-541-2
  2. 2018年5月2日発売[4]、ISBN 978-4-86468-563-4
  3. 2018年9月5日発売[5]、ISBN 978-4-86468-589-4
  4. 2019年2月5日発売[6]、ISBN 978-4-86468-625-9